# 나치 독일의 경제

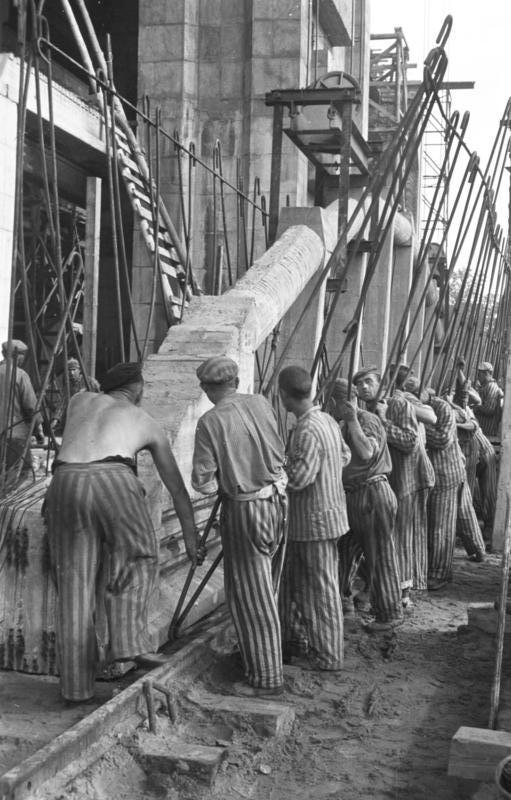
1944년 U보트용 발렌틴 잠수함 건설 현장에 투입된 수용소 수감자들의 모습

당시 다른 많은 국가들과 마찬가지로, 독일도 1929년 월스트리트 대폭락으로 일어난 대공황으로 인해 실업률이 급증하는 등의 경제적 어려움을 겪었다. 그리고 1933년에 집권한 아돌프 히틀러와 나치당은 경제 문제를 해결하겠다고 국민들에게 약속한 상태였다. 그들은 곧 경제를 재건하기 위한 노력을 시작하였다. 우선 국유기업의 민영화를 실시하고 수입품에 관세를 부과하였으며 수출의 제한을 통한 자급자족형 경제 체제의 구축에 힘을 기울였다. 1933년부터 1939년까지 독일의 주급은 실질적으로 19%가 증가하였는데, 이 시기의 시급이 대공황의 최저 수준에 근접하였음에도 노동자들이 국가의 전체적인 통제 아래에서 이전보다 더 길게 근무한 덕분이었다. 또한 대외무역의 감소로 국내에 잉여 자원이 생기면서 국민들에게 가금류, 과일, 의류와 같은 소비재를 배급해줄 수 있는 여유가 생기게 되었다.
한편 나치당은 주요 기업과 정경유착을 단행했고, 기업들과 노조간의 단체 교섭을 중단하고 임금을 낮은 수준에서 동결하고 국가 보조금을 지급하는 등의 막대한 편의와 혜택을 부여하여 그들을 당의 목표와 전쟁 수행에 동참하도록 만들었다. 이전에 나치당이 소시민과 상공업에 종사하는 중산층으로부터 지지를 받았음에도, 나치당은 집권 후에는 기업들 간의 담합이나 독과점을 장려하는 정책들을 실시하였다.
나치는 전쟁이 인간 발전의 주요 동력이라고 굳게 믿었으며, 국가의 경제라는 것은 그 나라가 전쟁에서 싸우고 승리할 수 있도록 하는 수단이라고 주장하였다. 따라서 집권 직후에 나치당은 곧바로 재무장 정책과 군비증강에 착수하였고 얼마 지나지 않아 국방비와 군비가 민간 투자를 넘어서기에 이르렀다. 1930년대 동안 나치 독일은 평시의 다른 어떤 국가들보다도 급속하게 군비 지출을 늘렸고, 그 결과 1940년대가 되자 독일 경제의 대부분이 군비 마련을 감당해야 했다. 나치 독일은 전쟁 이전에는 메포 어음 등을 통한 적자 지출로서 군비를 충당하였으나 이러한 방법에는 한계가 있었다. 때문에 나치 독일은 전쟁 직전과 전쟁 발발 이후에는 정복한 국가들의 보유 자산을 약탈하여 부채를 상환하는 약탈경제 체제를 구상하였고 실제로 이를 실행하였다. 그렇지만 그 결과는 나치의 당초 기대에 크게 미치지 못했다.
나치 독일의 경제는 여러 학자들에 의해 이른바 '지도경제'라고 묘사되어 왔다. 전반적으로 역사학자 리처드 오버리(Richard Overy)에 따르면 나치의 전시경제는 시장의 자유로운 상업활동과 중앙정부의 강력한 경제 계획이 결합된 혼합 경제 모델이었으며, 그는 이를 소련의 사회주의식 통제 경제와 미국의 자본주의식 자유 경제의 한가운데에 있다고 설명하였다.
전쟁 발발 이후에 나치 독일은 사로잡은 포로와 강제 수용소의 노동자들로 노예 경제 체제를 만들어냈으며, 그들이 팽창할수록 그 규모와 강도도 더욱 커져갔다. 일례로 폴란드에서만 전쟁 기간 동안 대략 500만 명이 노예 노동자로 착취되었다. 그리고 나치와 결탁한 티센, 크루프, IG 파르벤, 보쉬, 블라우펑크트, 다임러-벤츠, 데마그, 헨셸, 융커스, 메서슈미트, 지멘스, 폭스바겐 등의 기업들도 노예들을 전쟁 내내 마음껏 사용하였다. 1944년에 노예 노동은 독일 전체 민간 노동력의 4분의 1에 달했고, 대부분의 독일 공장에서는 죄수들이 가혹한 인권 탄압 아래서 하루종일 일하고 있었다.

## 전쟁 이전 (1933년~1939년)

### 재건 및 재무장

1926년부터 1939년까지 독일의 전년도 대비 국민 총소득(GNP) 백분율 변화를 나타낸 표

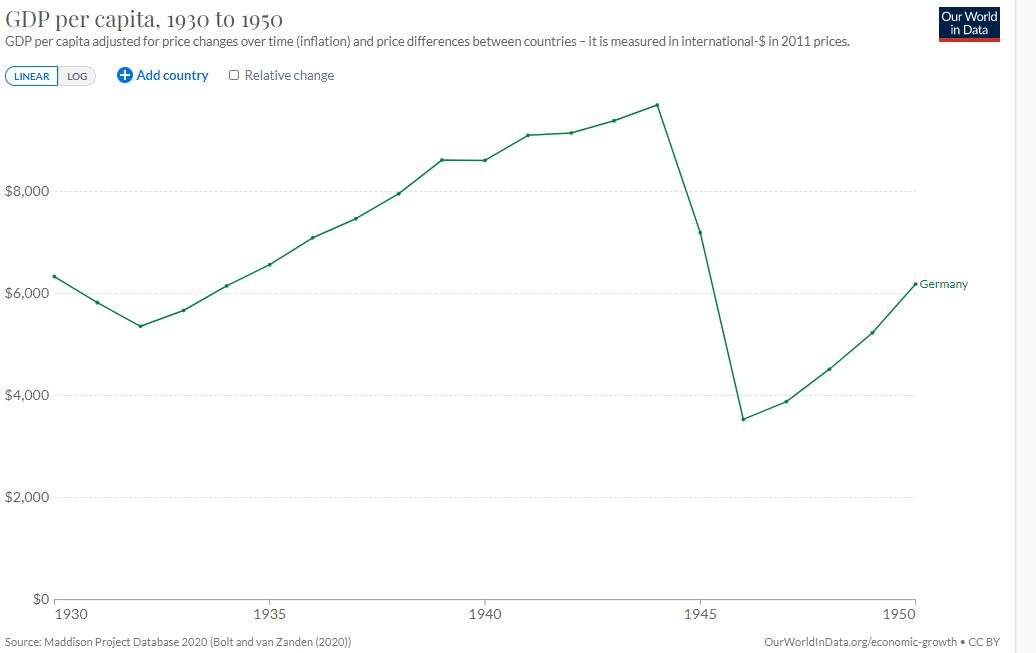
1930년부터 1950년까지 독일의 1인당 GDP 변화

나치는 대공황으로 어려운 시대에 권력을 잡았다. 그 당시에 독일의 실업률은 거의 30%에 달했다. 나치는 처음에는 이전 1932년에 쿠르트 폰 슐라이허 정부가 대공황의 영향을 막기 위해서 도입한 경제 정책을 계속하였다. 히틀러는 1933년에 얄마르 샤흐트를 국가은행(라이히스방크)의 총재로 임명하고, 이듬해에는 경제부 장관으로 승진시켜 국가 경제의 재건에 힘을 쏟도록 했다. 샤흐트는 침체되어 있는 경제를 활성화하는 것이 최우선 과제라고 생각하여 도로, 항만, 댐과 같은 인프라 건설(대표적으로 아우토반) 등 대규모 공공 사업을 벌였다. 샤흐트는 그 과정에서 메포 어음을 고안해내어 경제 문제를 해결해나갔다. 메포 어음은 특히 독일이 다시금 재무장을 할 수 있도록 하는 데 도움을 주었다. 왜냐하면 그것은 정부가 화폐를 찍어내어 직접 지불하는 것이 아니어서 별다른 인플레이션 없이도 정부 발주의 공사나 무기 주문 등이 손쉽게 가능했으며, 같은 논리로 국가 예산에도 포함되지 않아 비밀스러운 재무장이 가능했기 때문이었다. 나치 지도부는 미래에 대한 막연한 약속만 있는 메포 어음으로 단기간에 빠른 경제 성장과 군사력 증강을 이루어냈고, 독일 기업들 역시 이자율이 좋고 국가의 보증이 보장되어 있는 메포 어음을 신뢰하여 사용하였다. 그리하여 전간기 기간 동안 무려 204억 마르크의 메포 어음이 발행되었다. 1938년이 되자 메포 어음에 약속된 5년 만기가 찾아왔는데, 이때의 나치 독일은 이를 갚을 능력이 되지 않았고 특히 현금이 매우 부족했다. 때문에 그들은 민간 은행에 국채를 매입하도록 강요하고, 국민들의 저축 계좌와 보험회사로부터 돈을 빼돌렸다. 그렇지만 겉으로 보기에 독일은 경제 성장을 계속하고 있는 것처럼 보였다. 샤흐트 취임기 동안 실업률이 급격히 감소했는데, 이는 당대 전세계에서 가장 큰 규모였다. 1938년이 되자 실업률은 사실상 0%가 되었다. 정부 주도의 물가 통제는 비록 소농민들을 힘들게 하기는 했지만 인플레이션 억제에는 매우 효과적이었다. 나치당은 또한 임대료와 임금 변동에 대한 가격통제 정책을 도입하였다.
나치 독일의 경제적 우선순위는 이전 독일정부들의 그것과는 사뭇 달랐는데, 바로 동부 지역에 레벤스라움(생활 공간)을 확보하기 위한 궁극적인 전쟁에 대비하여 독일군을 재건하고 재무장하는 것이었다. 실제로 집권 초기에 히틀러는 "독일의 미래는 오로지 독일군의 재건에 달려 있다. 다른 모든 일들보다 재무장 작업에 우선권을 부여해야 하며, 독일 국방부의 요구와 다른 목적의 요구 사이에 충돌이 발생할 모든 경우에는 전자의 이익이 우선되어야 한다"고 말하기도 하였다. 이러한 정책은 즉각 실시되었는데, 그에 따라 군비 지출은 급속하게 증가하였다. 1933년 6월 초엽에 이르면 1932~1933년의 모든 민간 노동시장 창출 비용보다 그 한해 동안의 군비 지출이 대략 3배 더 많을 것으로 계산되었다. 나치당 집권의 초기 2년 동안 독일의 군비는 국민 소득의 1%에서 10%로 늘었고 1944년이 되자 무려 75%에 달했다.
재무장을 위한 제1차 경제 정책은 1933년 6월에 처음으로 채택되었으며, 이는 매우 야심찬 계획이었다. 샤흐트는 8년 동안 350억 라이히스마르크를 군비 증강에 사용하는 것을 승인했다. 1933년 독일의 총 국민소득은 430억 마르크였으므로 대략 3분의 2 가량이 군대 재건과 재무장에 사용된 것이었다. 나치당은 여기서 한 발짝 더 나아가서, 단순히 군비 지출을 늘리는 것이 아니라 군사와 관련된 모든 생산적 활동을 국가경제의 주요 수단으로 삼자고 제안하였다. 그에 앞서 나치당은 4월 초에 이미 군대를 예산 감독의 정상적인 절차에서 제외시키기로 합의한 바 있었다. 나치당은 그해 10월에는 제네바 군축 회담과 국제연맹에서 잇달아 탈퇴하였다. 당시에 독일 정부는 이것이 프랑스와의 전쟁을 일으킬 수 있을까봐 우려했지만, 실제로 전쟁이 일어나지는 않았다. 그렇지만 독일이 재무장을 완료하기 전에 전쟁이 닥칠 수 있다는 두려움과 긴장감은 역설적이게도 재무장의 속도를 가속화하고 군대를 강화하는 데 도움이 되었다. 육군과 해군은 신속하게 병력을 확충할 준비를 했다. 비밀리에 공군 창설 계획이 입안되었고, 군부는 2년 이내에 징병제를 도입하여 1937년까지 대략 30만 명의 병력을 증원하기로 하였다. 이러한 행동들 모두는 베르사유 조약을 완전히 위반하는 것이었다. 그런데 재무장 초기에 해군을 이러한 계획의 혜택을 받지 못했다. 히틀러는 유럽 대륙 내에서 육지전을 치르는 것을 선호했고, 심지어는 바다를 통제하기 위해서 대영제국과 동맹을 맺는 것도 고려했기 때문이었다. 그러나 에리히 레더 제독의 강력한 요구에 따라 1934년에 해군의 재무장 계획도 새롭게 승인되었는데, 여기에는 전함 8척, 항공모함 3척, 순양함 8척, 구축함 48척, 잠수함 72척 등의 건조가 포함되어 있었다. 그렇지만 이러한 전례없는 군비 확충은 곧 타국의 눈길을 끌게 되었다. 그들이 히틀러에게 설명을 요청했을 때, 그는 독일이 "필수적인 장비의 유지보수 및 지출에만 관여하고 있다"고 대답했다.
막대한 군사력 증강은 메포 어음을 비롯한 각종 적자 지출을 통해서 상당 부분에 자금을 조달했다. 1933년부터 1939년까지 나치 정부의 총 수입은 620억 라이히스마르크였는데, 정부 지출(특히 60% 가량이 군비)은 1,010억 라이히스마르크를 초과했으며 이는 곧 막대한 적자와 국채 증가를 초래했다. 국채는 1939년이 되자 380억 라이히스마르크에 달했다. 정부의 재정 전문가들을 편협한 사람들로 조롱했던 요제프 괴벨스는 그의 일기에서 괴멸적인 적자 상태에 대해서 우려의 글을 남겼다. 그들의 주요 우려는 국가의 적자가 엄청난 초인플레이션으로 이어질 수 있다는 것이었다. 이전까지 정부는 임금을 낮게 유지하여 인플레이션을 회피하였는데, 이는 나치가 "노조 운동을 파괴하고 직장에 공포통치를 도입"했기 때문에 가능한 일이었다. 그러자 히틀러와 나치 수뇌부는 다른 방법을 생각해냈다. 바로 다가오는 전쟁에서 다른 국가들을 정복하고 그곳에 있는 자산과 인적 노동력을 활용하여 급증하는 국가 부채를 상환하는, 이른바 '약탈경제' 체제였다.
일반적으로 나치는 공기업과 사기업을 포함한 시장 경제에 대해 이전 독일 정부의 정책을 계속 시행하였다. 1930년대 초에 나치가 기존 산업시설을 활용하여 군비증강과 독재라는 목표 달성을 위해서 움직였음에도 기업과 정부 간에 관계에는 거의 변화가 없었다. 민간 산업에서는 기업가들이 나치당에 협력할 의사가 있는 한은 국가 간섭이 별로 없었지만, 휴고 융커스와 같이 비협조적인 태도를 보이는 몇몇 기업가들에 대해서는 그들을 탄압하거나 일부 직책에서 제외시키는 방법으로 대응했다.
나치는 독일 시장에서 외국 상품과의 경쟁을 없애고 국제수지를 개선하기 위한 방안으로서, 원자재와 완제품 수입을 규제할 수 있도록 관료제를 더욱 정교하게 만들었으며 자국에 부족한 석유나 섬유 등의 물자에 대해서는 합성 대체품의 개발을 장려했다. 이후에 독일 시장에서 과잉공급이 일어나고 석유 가격이 하락하자, 나치는 1933년에 IG 파르벤과 이익 분배 협정을 체결하여 로이나에 위치한 합성 석유 공장에 투자한 자본의 5% 수익을 보장했으며 이 금액을 초과하는 이익은 국가에 귀속하기로 합의하였다. 1936년부터 IG 파르벤은 이러한 협정을 맺은 것을 후회했는데, 이는 당시부터 합성 석유를 통한 이익이 크게 늘어났기 때문이었다.

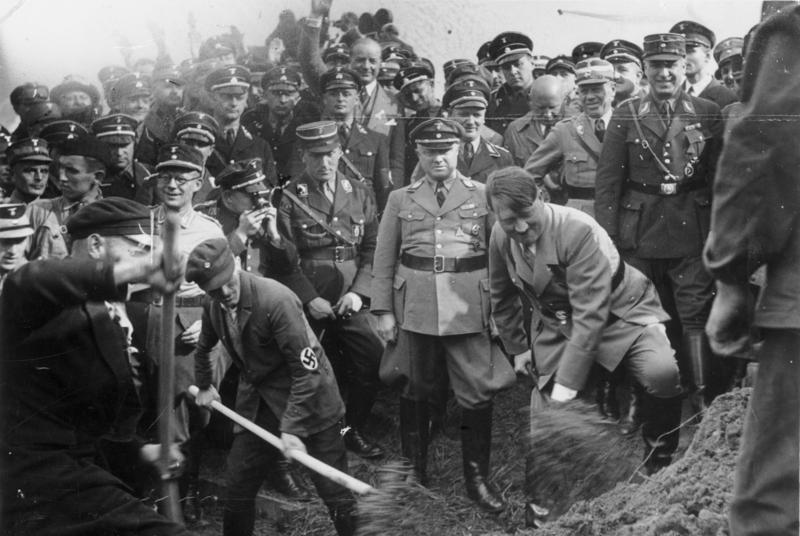
1933년 라이히스아우토반 정책을 통해 건설된 고속도로 시스템의 새 구간 착공식에 참여한 히틀러

1933년 6월, 인프라 개발을 주 목적으로 하는 '라인하르트 계획'이 시작되었다. 세금 감면과 같은 간접적인 인센티브 외에도 상하수도 시설, 철도, 도로, 항만, 댐과 같은 기반시설에 대해 대규모의 공공사업이 실시되었다. 이후로도 유사한 정책들이 이어졌고 그와 함께 독일의 건설업은 크게 성장하였다. 1933년부터 1936년까지 건설업의 고용은 66만 6,000명이었던 것이 거의 200만 명 가까이 증가하였다. 자동차, 그리고 다른 형태의 모터 교통수단들이 점점 더 대중에 매력적으로 다가오면서 독일의 자동차 산업은 호황을 누렸다. 그러나 그 뒤로 나치가 폐쇄경제 체제를 구축하려고 시도하자 외화 창출에 제한이 가해졌고, 이로 인해 1939년 들어서는 민간에 고무와 연료가 크게 부족해졌으며 자동차에 대해 각종 규제와 제한이 가해졌다.

### 민영화 및 비즈니스
대공황은 이전까지 경제적 자유주의를 신봉하던 서구의 자본주의 국가들에 큰 변화를 가져왔는데 이는 독일도 예외가 아니었다. 바이마르 공화국의 마지막 몇년 동안 국유화의 빈도 수가 증가하였다. 그러나 나치가 집권한 이후 대부분의 산업 분야 및 각종 은행, 조선소, 철도회사, 해운회사, 복지 단체 등에서 대규모의 민영화가 단행되었다. 나치는 기업이 가능한 한 민간의 소유권에 있어야 한다는 입장을 견지했다. 또한 그들은 국영화는 전쟁 준비나 경제 성장에 절대적으로 필요하지 않는 하에 이를 지양하며, 만약 그러한 경우에도 국가가 때때로 공장을 운영하는 사기업이 공기업을 구매할 수 있는 조약을 포함시켜야 한다고 공공연히 주장하였다. 그렇지만 나치는 1933년 의무 담합형성법에 명시된 대로 "규제와 정치적 간섭을 통해 전체경제에 대한 국가 통제를 강화하는 틀" 내에서만 민영화를 실시하였으며1923년 기업 담합법에 따라 자신들의 집권 이전에 형성된 담합들에 대해서는 규제를 실시하거나 탄압을 가하기도 하였다.
나치에 의해 민영화된 기업들 중에는 독일의 주요 4대 상업은행인 코메르츠 은행(Commerz– und Privatbank), 독일 은행&디스콘토-게젤샤프트(Deutsche Bank und Disconto-Gesellschaft), 골드디스칸트은행(Golddiskontbank), 드레스너 은행(Dresdner Bank)도 있었고 당대 독일에서 두번째로 거대한 합작 주식 회사인 연합 제강 A.G.(Vereinigte Stahlwerke A.G)라든가 실레시아 상부에서 생산되는 석탄 및 철강 산업의 모든 금속 생산을 관리하는 상실레시아 연합 제강 A.G.(Vereinigte Oberschlesische Hüttenwerke A.G.) 등도 모두 민영화되었다. 또한 당시 세계에서 가장 거대한 단일 공기업이었던 독일 철도의 주식은 1934~1935년 사이에 매각이 예정되어 있었기도 했다. 거기에 더해 나치는 여러 조선 회사들을 매각하고, 지방 소유의 공기업을 매각시켜 가면서까지 민간에 대한 각종 공익사업을 강화하였으며 이전 정부가 제공했던 일부 공공 복지, 특히 사회 및 노동과 관련된 서비스들을 민영화하였다. 이로 인하여 경제가 계속해서 발전하자, 독일인들은 나치를 더욱 신뢰하게 되었고 이후 일어날 나치의 인종 청소 정책에 대해서도 믿게 되었다.
나치가 민영화 정책을 실시한 이유 중 하나는 정부와 기업 간의 이익을 창출하는 파트너십(정경유착)을 공고히 하기 위해서였다. 특히 히틀러는 "우리 경제 이론의 기본적인 특징은 이론이 전혀 없다는 것이다"라는 말과 같이 정확한 경제 이론의 부재가 자신들 나치의 강점이라고 믿었다. 한편 민영화 정책을 실시한 또 다른 이유는 바로 재정 문제였다. 나치 독일이 무리한 군비확장으로 예산 적자에 당면했을 때, 민영화는 자금 조달을 위해서 사용된 주요 수단 가운데 하나였다. 1934~1935년과 1937~1938년 사이에 나치 정부가 민영화로 벌어들인 수입은 독일 정부의 총수입 가운데 1.4%에 달했다. 그밖에 이념적 동기도 있었다. 나치의 이데올로기는 기업가 정신을 높이 평가하고, 사유 재산을 독일 민족구성원들의 창의력을 개발하기 위한 전제조건으로서 여겼다. 그들은 "사유 재산 자체가 더 큰 비용 의식, 효율성 향상, 기술 발전을 달성하기 위한 중요한 인센티브를 제공한다"고 믿었다. 히틀러는 이러한 이데올로기에 힘입어 사회진화론적 주장과 함께 "약자를 보호하고 높은 능력을 요구하며 산업과 가치에 부담을 줄 수 있는" 관료주의 경제의 출현을 경계했다.
총리로 임명된 직후, 히틀러는 독일의 주요 기업가들에게 앞으로 다가올 몇 달 동안 나치당에게 자금을 지원할 것을 요청했다. 그는 바이마르 공화국의 사례가 "민주주의 시대에서는 민간 기업이 유지될 수 없다는 것"을 보여주었다고 하면서, "비즈니스는 무엇보다도 인격과 개인적인 리더십과 같은 원칙"에 따라 설립되어야 하며 "민주주의와 자유주의는 필연적으로 사회민주주의와 공산주의로 이어진다"라고 말하였다. 그다음 몇주 동안 나치는 17개의 기업들로부터 기부금을 받았고 그중 가장 많이 기부한 기업은 IG 파르벤과 독일 은행이었다. 이들 중 상당수는 전시에도 히틀러에게 계속 협력했으며 유대인 탄압으로 이득을 보기도 했다. 가장 악명높은 기업은 크루프와 IG 파르벤이며
이외에도 포드 자동차와 같은 대형 자동차 기업들도 여기에 동참했다. 역사학자 아담 토즈는 독일 기업가들이 "독일에서 정치적 다원주의를 파괴하는 데 기꺼이 협력하였다"고 이를 비판하였다. 그들은 지원의 댓가로 나치로부터 전례없는 인력 통제권한을 부여받았고, 노조와의 단체교섭도 일체 폐지되었으며 임금을 낮은 수준에서 동결시킬 수 있게 되었다. 기업 투자와 마찬가지로, 그들의 사업 수익도 급격하게 증가하였다.
나치는 민간 기업에 수백만 마르크의 융자를 주었다. 많은 기업가들이 나치와 우호적인 관계를 맺었으며, 특히 하인리히 힘러는 따로 "경제의 친구들 모임"이라는 친나치 기업가 모임에 가서 지속적으로 교류하기도 하였다. 1937년 10월에 히틀러 내각은 '자본금 4만 달러 미만의 모든 기업들을 해산하고 자본 20만 달러 미만의 새로운 기업 설립을 금지하는 정책'을 발효하여 독일 내 전체 중소규모 기업의 5분의 1을 해산시켰다. 그러는 동시에 기업들의 담합은 더욱 강화되었고, 1933년 7월 15일에는 새로운 법을 통과시켜 정부 주도로 새롭게 담합을 조성하거나 아예 기업들이 담합에 참여하도록 강제하였다. 이듬해, 나치는 대기업에 편향된 증권 거래 우대법을 제정했으며 그해 12월에는 '이익이 기업에 재투자되도록' 기업의 배당금 배분율을 6%로 제한했다고 발표했다. 일반적으로, 나치의 이러한 정책들은 '대기업들과 중소기업(juristische Personengesellschaften or Körperschaften)'을 '민간기업(Personalgesellschaften)'으로 전환하는 데 유리했다고 알려져있다. 그들은 또한 국내 기업을 선호하여 외국 기업의 진입이나 외환 흐름을 제한하였다. 실제로 1938년부터 독일 주식 시장에서는 외환 거래가 더 이상 허용되지 않았다.
나치 치하에서 독일 민간기업들은 주로 군수품 생산을 발주한 정부를 경제적으로 지원하고 기꺼이 협력하는 한은 보호받고 특권을 누릴 수 있었지만, 만약 '국익에 반'하거나 '비협조적'인 경우 심각한 처벌을 받을 수도 있었다. 그렇지만 이러한 처벌은 실제로 거의 시행되지 않았다. 역사학자 크리스토프 부크하임과 요나스 셔너는 "기업들은 일반적으로 아무런 결과 없이 국가가 설계한 투자 프로젝트에 참여하는 것을 거부할 수 있었다"고 말했다. 실제로 민간 기업들은 여러 차례 정부 계약과 지시를 불이행하는 모습을 간간히 보여주었다. 일례로 1937년에 독일의 석탄채굴회사인 드 웬델(de Wendel)은 수소화 공장을 건설하라는 나치의 요구를 거부했고, 1939년에 IG 파르벤은 나치의 레이온 생산라인 및 합성고무 공장의 확장 요구를 거부했다. 심지어 무기산업을 위한 기계를 생산하는 회사인 Froriep GmbH은 나치가 투자를 줄이겠다고 협박했음에도 투자자들에게 신용을 계속해서 유지하는 데 성공했다. 나치는 일반적으로 기업들이 자신의 목표에 협력하거나 지지를 보내도록 만들기 위해서 이익을 보장하는 등의 금전적 인센티브를 제공하였으며, 중요한 프로젝트에서도 기업들에게 참여를 강요하지 않고 자유롭게 하였다. 그렇지만 기업들은 때때로 이러한 인센티브를 받아들이지 않기도 하였는데, 그 이유는 장기적인 수익성 고려 사항 때문이었다. 나치는 그들 대부분을 군사 프로젝트에 참여하도록 설득시키려 했지만, 당시 독일의 기업들은 전쟁이 끝나 군사 산업이 침체될 것을 우려했고 과잉 생산을 두려워하고 있었다. 그들은 미래를 위해서 전쟁 관련 산업에 너무 집중하고 싶지 않았다.
다른 역사학자들은 국가의 강제력이 실질적으로 없었다는 이론에 이의를 제기한다. 그들은 많은 기업가들이 목표가 달성되지 않았을 경우 나치 정부에 의한 민간 산업에서의 직접적인 국가 개입을 무서워했으며, 그들의 선택은 명백히 국가에게 영향을 받고 있었다고 주장하였다. 대표적으로 피터 헤이즈는 나치 정권이 "산업의 에너지와 전문성을 활용하기를 원했다"면서, "일반적으로 정권이 원하는 것을 생산하는 데 드는 위험을 줄이는 자금 조달 옵션을 제공함으로써 다소 유연성을 보였다"고 하면서도 "그럼에도 불구하고 나치는 경우에 따라 플랜 B로서 직접적으로 시장에 개입할 의향이 있었으며, 이러한 사례들은 정부 대변인들이 반복적으로 실행 가능한 선례였고 기업 세계에 인상을 남겼다"고 말하였다. 즉, 나치는 시장에 직접적으로 개입하지 않았던 게 아니라 개입할 필요성을 느끼지 못하였다는 것이며, 그의 말을 빌리자면 '무작위적인 도구 형태의 강압'에 의존하지 않았다. 1938년 이후로 나치는 "기업과 정부의 양면에서 모범을 보이고, 두려움을 주었으며, 교훈을 내면화시켰다." 헤이즈는 이러한 나치의 경제정책을 "당근과 채찍" 또는 "스키너 상자식 경제"라고 설명하며, 이 경제에서 기업들의 결정은 "정부 자금과 국가가 보장하는 이익률, 그리고 일련의 규제 및 처벌"을 통해서 점점 더 정권이 원하는 방향으로 기울어지고 있다고 하면서 "나치 독일이 이익 동기를 부여하고 촉진했다"고 주장한다. 마지막으로 헤이즈는 "나치의 경제 정책은 기회를 구조화했고, 기업 경영진들의 선택이 뒤따랐다. 사업가들은 자유 의지를 유지하고 있었을까? 그들의 자율성은 온전했는가? 아마도 아닌 것 같다."라며 자신의 의견을 밝혔다.

### 사회 정책
나치는 원칙적으로는 사회 복지의 개념에 적대감을 가지고 있었으며 약자와 열등 인종들은 도태되어 사라진다는 사회진화론을 신봉하였다. 그들은 바이마르 공화국의 복지 체제와 민간 자선단체를 향해, 자연 선택 과정에서 사라졌어야 할 '인종적으로 열등하고 약자인 사람'들에게 자원을 나눠주었다면서 공공연하게 비판했다. 그러나 집권 이후에 대공황으로 인한 대규모 실업과 빈곤 문제에 당면한 나치는, 자신들에 대한 대중의 지지를 유지하기 위해서라도 자선 단체를 설립하고 복지 정책을 실시할 필요가 있다고 생각하게 되었다. 그렇지만 그들은 이것이 무차별적인 자선이나 보편적 사회복지가 아니라 '인종적 자기구제'를 보여준다고 주장하였다. 곧 나치는 독일 민족의 겨울구호 단체(WHW)와 국가사회주의 인민 복지(NSV) 등의 준사립 자선단체를 설립하여 공공 복지에 신경을 쓰기 시작했다. 이들은 공식적으로는 독일인의 사적인 기부에 의존하여 운영되었다. 하지만 이러한 단체들이 공정하게 운영된 것은 아니었다. 이전 바이마르 공화국의 사회복지 기관이나 기독교 자선단체들과 달리, NSV는 극히 인종-우생학적인 논리로 자원을 차등 분배하였다. "인종적으로 건전하고, 일할 능력과 의지가 있고, 정치적으로 신뢰할 수 있고, 재상산 의지가 있는" 사람들에게 우선적으로 지원이 돌아갔으며, 비아리아인이라든가 "일을 싫어하고, 사회적이고, 유전적으로 열등하거나 병든" 사람들은 지원이 적거나 아예 받지 못했다. 또한 장애인이나 노숙자들도 "생명에 걸맞지 않은 삶", "쓸모없는 먹잇감"이라는 낙인이 찍힌 채로 탄압당했다. 그밖에 나치는 중산층 여성들이 사회복지 운동에 참여하도록 장려하고, 겨울구호 캠페인을 대중의 지지를 얻기 위한 수단으로써 활용했다.
나치는 자신들의 집권 이전에 존재했던 모든 노동조합을 불법화하고 이들을 자신들의 통제 하에 있는 독일노동전선(DAF)로 대체하였다. 이 시기에는 파업과 직장폐쇄 등이 모조리 금지되었다. 독일노동전선의 목적은 노동자의 권익 보호가 아니라 생산량의 증가였으며, 이를 위해서 노동자뿐만 아니라 고용주들도 여러 수단들을 통해 끌어들였다. 기자이자 역사학자인 윌리엄 L. 샤이어는 이를 두고 "거대한 선전조직, 거대한 사기"라며 비판하였다. 한편 나치는 제국 경제부 장관 산하에 경제 회의소를 두어 기존의 모든 상공 회의소들을 통폐합시켰다. 1943년까지, 독일노동전선과 경제 회의소는 어느정도 통합되었으며, 이를 지원하기 위해서 이사회가 설립되었고 경제 활동의 중앙집중화를 목표로 두고 실행하였다.
나치는 소매업과 소규모 사업에 대해서는 상점 위원회와 명예 법원 등의 기관을 새롭게 설치하여 근로자와 소규모 사업가들을 조정하고 소매 단위를 모니터링했다. 이탈리아 파시즘과 달리 나치즘은 각 기업의 노동자와 고용주들을 한 단위로 인식했던 것이 특징인데, 이것은 그들의 세금 구조에서 잘 드러난다. 나치는 산업체가 새로운 설비를 구입하는 데 사용된 모든 금액들을 과세 소득에서 공제할 수 있도록 허용했으며, 하녀를 고용하는 부유한 가정은 하녀를 부양 자녀로 간주하여 세금을 감면해주기도 했다.
1933년부터 1938년까지 독일의 실질 임금은 대략 25% 하락하였다. 파업권 폐지와 함께 노동자들도 직장을 그만두는 것이 허락되지 않았다. 1935년에는 노동 서적이 도입되었고, 다른 직업으로 이직하기 위해서는 이전 고용주의 동의를 받아야 하였다.

### 대외무역 관계
1930년대에 들어서자 독일 수입품의 대부분을 차지하는 원자재의 가격이 전세계적으로 급격히 상승하였으며, 동시에 독일의 주요 수출품이었던 공산품의 가격은 반대급부로 급격히 하락하고 있었다. 그 결과 독일은 국제수지에서 흑자를 유지하는 것이 점점 더 어려워졌다. 대규모 무역 적자는 거의 불가피해 보였다. 히틀러는 이러한 상황에서 벗어나기 위해서는 독일이 부분적인 자유무역 경제에서 벗어나 경제적으로 자급자족형 경제를 구축해야 한다고 생각하였다. 그렇지만, 그는 동시에 독일이 원자재 비축량이 부족하여 완전한 폐쇄경제가 불가능하다는 사실 역시도 잘 알고 있었다. 그래서 히틀러는 다른 방식으로 접근하기로 했다. 무역 대상국의 수를 줄이고, 가능한 한 독일 영향권 내의 국가들과 무역하기로 한 것이다. 그에 따라 1930년대에 주로 남유럽과 동남유럽에 위치한 여러 국가들과 독일 사이에 수많은 양자 무역협정이 체결되었다. 나치 정부는 이들 국가와의 무역을 강력하게 장려하면서 이외의 다른 국가들과의 무역은 엄격히 금지했다.
1930년대 후반까지, 독일의 무역정책의 목표는 경제력과 정치력을 동원하여 남유럽과 발칸 반도의 국가들을 독일에게 의존하도록 만드는 것이었다. 그에 따르면 독일의 경제는 그 지역에서 원자재를 받아오는 대가로 해당 국가에 독일제 상품들을 수출하면 되었다. 독일은 또한 철광석을 포함하여 다양한 품목에서 스페인, 스위스, 스웨덴과 생산적인 무역 관계를 맺으려고 시도하기도 했다. 1930년대 내내 독일 기업들은 담합과 독과점을 형성하도록 장려받았으며 이들의 이익은 국가에 의해 보호되었다.

### 재무장과 전쟁 대비
1936년에 이르러, 베르사유 조약에 의해 수년간의 군사제한 조치가 내려졌음에도 불구하고 독일의 군비는 당시의 다른 어떤 유럽 국가들보다도 높았는데, 그 수치는 국민 총소득(GNP)의 10%에 달했으며 1936년 이후부터는 민간 투자보다 훨씬 더 높은 수준으로 폭증했다. 따라서 히틀러는 상반된 대안 중 하나를 선택해야 했다.
- 국가은행 총재 얄마르 샤흐트, 경제부 장관 발터 풍크, 물가위원회 의원 카를 프리드리히 괴르델러를 중심으로 한 이른바 "자유 시장" 기술관료 파벌들은 군비 감축, 자유 무역 실시, 경제에 대한 국가 개입의 완화를 요구했으며 독일의 주요 기업가들 중 일부, 특히 AEG의 헤르만 뒤처, Robert Bosch GmbH의 로베르트 보쉬, 베레이니트 슈탈베르크(Vereinigte Stahlwerke)의 알베르트 보겔러 등의 지지를 받았다.[102]

- 나치당 내의 정치적 파벌들. 이들은 이전에 히틀러가 주장했던 대로 폐쇄경제 및 자급자족형 경제 체제 구축와 군비확장 등을 요구했다.[103]

히틀러는 이 두 의견 사이에서 매우 망설였지만, 그 자신의 근본적인 이념적 신조였던 사회진화론과 레벤스라움이 이미 확고하였으므로 결국에는 후자의 손을 들어주었다. 1936년 8월, 히틀러는 헤르만 괴링에게 일련의 년도별 경제 계획을 요청하여 향후 일어날 전쟁에 대비하여 독일의 경제 체제를 새롭게 만들라고 지시하였는데, 이는 독일 국민들을 희생시켜가면서까지 폐쇄경제를 만드려는 의도였다는 목소리가 있다. 어찌됐건 나치는 당초 목표대로 4년 안에 군대를 완전히 가동하고 전시경제 체제를 준비해야 했다.
1934년 초 경제 정책은 재무장을 위해 바뀌기 시작했다. 1935년 군비 지출은 정부의 상품 및 서비스 구매의 73%를 차지했다. 1936년은 독일 무역정책의 전환점이 일어난 해이기도 했다. 1936년 10월 18일 히틀러는 재무장을 더 빠르게 진행하기 위한 4개년 계획의 전권대사로 헤르만 괴링을 임명했다. 이에 괴링은 제철소, 합성 고무 공장을 포함한 많은 공장에 신속한 생산을 촉구하는 것 외에도 임금과 가격 통제, 주식 배당금 발행 제한 등을 시행했다.
리처드 오버리는 1936년 8월에 작성된 메모의 중요성을 강조하며, 이것은 히틀러가 직접 작성한 것이라고 주장하였다. 소위 "4개년 계획 각서"라고도 불리는 이 메모에는, "유대-볼셰비즘"과 독일 국가사회주의 간의 전면적이고 종말론적인 투쟁이 임박했으며, 이를 위해서는 경제적 비용에 상관없이 전면적인 재무장 노력이 필요함을 촉구하는 내용이 담겨있었다.
프랑스 혁명이 발발한 이래로, 세계는 점점 더 빠른 속도로 새로운 갈등을 향해서 나아가고 있으며, 그 해결책 가운데 가장 극단적인 것은 볼셰비즘이라고 불린다. 그러나 그것의 본질과 목표는 오로지 지금까지 지도력을 제공해 온 인류의 계층을 제거하고 전 세계를 유대인으로 대체하는 것이다. 어떤 국가들도 이 역사적인 갈등에서 빠지거나 거리를 둘 수 조차 없을 것이다...이 메모의 목적은 유럽의 지속 불가능한 상황이 언제 공개적인 위기로 드러날지 예측하는 것이 아니다. 나는 단지 이 선에서 위기가 닥칠 경우에 실패하지 않을 것이며, 재앙에 맞서 가능한 한 모든 수단을 동원하여 자신의 존재를 확보하고 자신을 보호하는 것이 독일의 의무라는 확신을 세우기를 바랄 뿐이다. 그리고 이러한 강박에서 우리 민족이 지금까지 설정한 가장 중요한 과제와 관련하여 일련의 결론이 도출된다. 즉, 독일에 대한 볼셰비즘의 승리는 또 다른 베르사유 조약으로 이어지지 않고 결국 독일 민족의 멸망으로 이어진다는 것이다...나는 제국의회가 다음의 두 법률을 통과시킬 필요가 있다고 생각한다. 이것은 1)경제적 방해 행위에 대하여 사형을 규정하는 법. 2) 이 범죄자 공동체의 개별 단위가 독일 경제에 미치는 모든 피해에 대하여 유대인 전체가 책임을 지도록 하는 법이다.— 아돌프 히틀러, 1936년 8월 소위 "4개년 계획 각서"에서

 이 메모의 다른 부분을 보면, 히틀러는 독일이 향후 4년 내에 전투력 면에서 세계 제일의 "제1군"을 보유할 것을 촉구함과 동시에, "지금의 우리 군대의 발전 정도가 크지 않다"고 말하면서 "경제의 역할은 단순히 독일의 자기 주장과 레벤스라움 확장을 지원하는 것"이라고 주장하였다. 그는 이어서 샤흐트와 괴르델러 같은 "자유 시장" 파벌의 구성원들이 현재 수준의 군비 지출이 독일을 파산시키고 있다는 우려를 표명한 것은 다가오는 투쟁의 규모를 고려한다면 별것 아니라고 기록하였다. 말미에 그는 이렇게 덧붙혔다. "국가 생존의 일반적인 패턴이 아무리 균형을 잘 맞추어야 한다지만, 지금은 특히 다른 덜 중요한 과제들을 희생시키면서까지 균형을 깨뜨릴 필요가 있다. 많약 우리가 독일 군대를 가능한 한 빨리 세계 제일의 군대로 이끌어내지 못한다면... 그러면 독일은 멸망하게 될 것이다! (...) 그리고 국가는 경제, 경제 지도자, 금융 이론을 위해서 사는 것이 아니며, 오히려 그들이 우리 민족의 자기 주장을 위한 이 투쟁에서 아무런 자격과 조건 없이 우리에게 도움을 제공해야 한다."
독일은 1936년 이전부터 이미 급격하게 재무장하고 군비를 늘려나가고 있었다. 상술한 바와 같이, 히틀러는 전쟁이 임박했다는 점을 분명히 인식하고 있었으며 그에 따라 독일의 경제가 4년 내에 전쟁에 적합해져야 한다고 주장하였다. 그 이후에 자급자족형 경제는 더욱 공격적으로 추구되기 시작했고, 독일 국민들은 식량과 원자재를 군 물자로 전환하는 과정에 익숙해지고자 소비 습관을 줄여나가야 했다. 나치의 선전은 잘 차려입고 풍족하게 식사하며 새로운 폭스바겐 자동차를 운전하는 독일 가정의 모습을 자주 묘사했지만, 전쟁 직전의 독일 경제는 소비가 완전히 정체되어 자동차를 살 수 있는 사람은 거의 존재하지 않았다. 히틀러는 1937년 주요 경제고문 회의에서 독일의 인구가 이제 자급자족할 수 없을 정도로 증가했으므로 동유럽에서의 레벤스라움 확보를 위한 전쟁이 가능한 한 빨리 필요하다고 말함과 동시에, 재무장 정책이 경제 문제를 야기한다면 군비를 줄이기보다는 전쟁에 더 빠르게 대비하는 것이 해결책이라고 말하였다. 히틀러가 이러한 입장을 취하자 샤흐트는 1937년 11월에 경제부 장관직에서 사임했으며, 경제 관리와 그에 대한 실권은 사실상 헤르만 괴링에게로 넘어갔다.
적자가 점점 더 증가하고 있음에도 불구하고 재무장에 더 많은 지출이 이루어졌다. 1938년 후반에 발표한 해군 및 공군의 대규모 증원 계획은 계획상의 부대를 징집할 재정과 물질적 자원이 부족했을 뿐만 아니라 부대를 유지하기 위한 연료도 부족했기 때문에 이루어지지 못했다. 1935년 의무 병역 제도가 도입되면서 베르사유 조약의 조항에 따라 10만 명으로 제한되어 있던 독일군은 제2차 세계 대전 발발 직전 75만 명까지 증가했고 예비군은 100만 명이 더 있었다. 1939년 1월까지 실업자는 301,800명까지 줄었고 전쟁이 발발한 9월까지는 77,500명까지 크게 감소했다.
1937년 7월, 전쟁에 대비하여 독일의 철강 생산량을 늘리기 위한 첫걸음으로서, 나치는 부실한 민간 철강기업들을 합병하여 잘츠기터에서 국내의 철광석을 추출하고 가공하는 새로운 산업 대기업인 국가공업 헤르만괴링(Hermann Göring Reich Works)을 설립하였다. 원래 나치는 독일의 원자재 수입 의존도를 낮추기 위해서, 루르 일대의 철강 산업에 스웨덴에서 수입한 고급 철광석 대신 국내의 저급 철광석을 사용하도록 명령하려 했으나 기업가들이 이를 거부하는 바람에 실행에 옮기지는 못했고 대신에 미국의 엔지니어링 회사 브라서트(Brassert)에게 새로운 공장을 설계하고 건설하기로 합의했는데 그 결과가 바로 헤르만 괴링 제철소였던 것이다. 그렇지만 그들이 생산하는 것은 다른 철강 회사들은 수익성이 없어 쳐다보지도 않는 저급 철이었다. 처음에 국가공업 헤르만괴링은 독일에 대다수 소규모 철강회사들과 다를 바 없었지만, 1938년 독일의 오스트리아 합병 이후부터는 원자재 생산, 무기 제조, 판매 및 유통에 이르는 오스트리아 중공업 대부분을 인수하면서 거대 기업으로 성장하였다. 이때 소규모 외국 기업들의 주식도 나치 독일 소유가 되었으므로, 전쟁 직전에 국가공업 헤르만 괴링은 중부 유럽의 다양한 석탄, 철강 회사의 소유주 혹은 공동 소유주가 될 수 있었다. 그럼에도 철강 생산량은 계속해서 증가하는 군대의 요구에 미치지 못했기 때문에 곧 독일에서는 "오래되거나 사용하지 않은 금속을 당국에 넘기는 것"이 애국적인 의무가 되었다. 나치는 공장, 교회, 심지어 묘지에서도 고철을 수거해 갔다. 1938~1939년 독일의 체코슬로바키아 점령은 체코의 탄광, 무기 회사, 철강 제조업체를 흡수하여 독일의 산업이 또 한번 성장할 수 있도록 하는 계기가 되어주었다. 전쟁 도중에 국가공업 헤르만 괴링은 독일의 주요 산업과 점령국의 것을 포함하여 대략 500개 이상의 기업들을 통합하였으며, 특히 체코에서는 중공업의 50~60%를 흡수했고 오스트리아 역시 그와 비슷한 수준으로 흡수했다. 그리하여 1941년 말이 되면 국가공업 헤르만 괴링은 유럽에서 가장 거대한 기업이 되어 있었다. 국가공업 헤르만 괴링은 점령된 영토에서 비독일계 기업들을 흡수하면서 성장했으므로 자산과 인력 대부분이 본토에 있지 않았다. 1943년까지 순자산의 70%와 인력의 76.5%는 독일 외부에 있었고 제국 내부의 인력조차도 1938년 이전 독일 국경이 아닌 주로 오스트리아와 주데텐란트에 있었다.

## 전쟁 도중 (1939년~1945년)

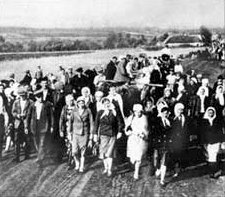
체르카시주의 우크라이나인들이 노예 노동을 위해서 독일로 끌려가고 있다(오스트아르바이터). 1942년경.

### 초기 시도
전쟁을 시작하자마자 영국의 봉쇄령이 이어지면서 독일의 세계시장 접근은 심각하게 제한되었다. 곧 석유, 설탕, 커피, 초콜릿, 면화는 모두 극도로 부족해졌다. 독일은 이에 대한 타개책으로 제한된 범위 내에서 수입 석유를 대체하기 위해 석탄 가스화를 사용하였고, 그래도 부족한 석유는 루마니아의 플로이에슈티 유전에서 얻어왔다. 한편 독일은 철광석 대부분을 스웨덴에서 수입해오고 있었고, 텅스텐은 스페인과 포르투갈에서 수입해고 있었다. 스위스는 중립국이지만 독일에 적대적이지 않았으므로 전쟁 도중에도 서로 무역을 했다. 소련에 선전포고하기 전까지 나치는 소련으로부터 대량의 곡물과 원자재를 공급받았으며(1939년 독일-소련 신용 협정), 산업 기계, 무기, 설비를 제공하는 대가로 전함을 구입하기도 했다. 1940년 봄에 소련은 원자재 제공에 대한 보상으로 화학 공장 2개를 건설해줄 것을 주문했으나, 나치는 군부의 주장에 따라 거절하였다.
물자 소비를 아끼기 위해서 1939년에 배급제가 도입되었다. 그렇지만 독일이 전쟁을 일으키면서 곧바로 전시경제로 접어든 것은 아니었는데, 영국이 전쟁 발발 직후에 신속하게 전시경제 체제로 전환한 것과는 다소 비교되었다. 일례로 1941년까지 개인 소득세율은 독일은 13.7%였지만, 영국은 23.7%였다. 대신 독일은 약탈을 통해서 얻은 자금 대부분을 군비로서 조달했다. 특히 정복된 영토에서는 유대인들의 집이나 재산을 빼앗는 일이 빈번했다.

### 정복된 영토

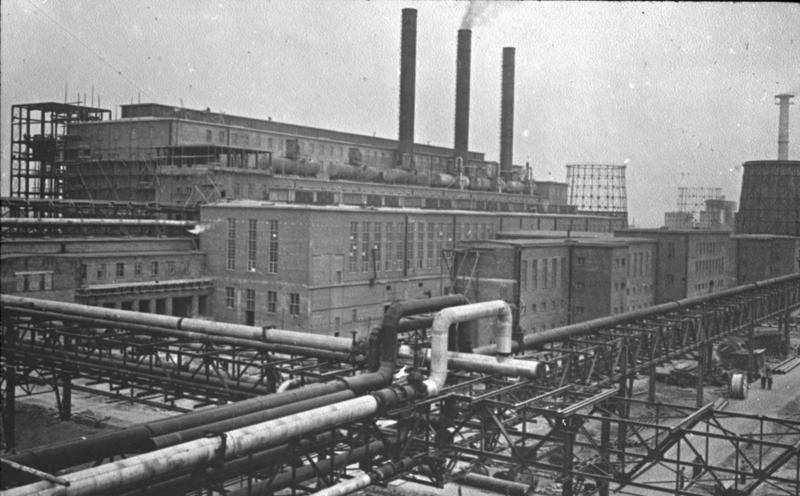
모노비츠 강제 수용소(아우슈비츠 III)에 있었던 IG 파르벤의 합성고무 생산 공장

전쟁 도중 직접적으로 합병하거나, 군정을 세우거나, 혹은 패전국에 괴뢰 정부를 설치하면서 획득한 새로운 영토 대부분에서, 나치 독일은 독일인들을 위해 그 지역의 원자재와 농산물을 매우 낮은 가격에 팔도록 하는 정책을 실시하였다. 히틀러의 레벤스라움 정책은 동부의 새로운 영토를 정복하고 이를 착취하여 독일 경제에 도움이 되도록 만드는 것을 목표로 하였다. 그러나 실제로 동부 전선에서의 전투 강도와 독일의 초토화 전술로 인해 소련에서 사용할 수 있는 물자는 얼마 되지 못했다. 독일은 이를 다른 지역의 점령지에서 수탈한 물자로 대신했다. 일례로 1941년 프랑스 기차의 3분의 2는 독일로 가는 화물을 운반하는 데 사용되었으며, 노르웨이는 1940년에 국민 소득의 20%를, 1943년에는 40%를 독일에게 빼앗겼다.
나치의 재정 정책은 또한 독일의 투자를 위해서 정복된 국가들의 금융자본을 착취할 것을 주장했다. 폴란드 발행 은행과 같이 독일 정부에서 직접 운영하는 은행들은 이러한 목적과 더불어 지역 경제를 통제 하에 두기 위해서 설립된 것이었다.
그러나 전쟁으로 인한 파괴는 정복된 영토에서 독일이 기대했던 만큼의 효율과 성과를 얻을 수 없도록 만들었다. 농업은 부분적으로는 전시경제와 수탈에 의해서, 결정적으로는 영국의 봉쇄로 인해 비료와 기타 원자재가 외부에서 수입되지 못하면서 붕괴 상태에 이르렀다. 1940년 프랑스의 곡물 수확량은 1938년의 절반에도 미치지 못했다. 이는 독일 본토뿐만 아니라 헝가리, 네덜란드, 유고슬라비아에서도 현저하게 드러났다. 헝가리와 유고슬라비아의 독일 곡물 수입량은 거의 300만 톤이나 감소했다. 그들은 루마니아에서 곡물을 추가로 수입함으로써 이를 부분적으로 상쇄할 수 있었다. 또한 독일은 유럽 이외의 지역에서는 자원을 거의 확보할 수 없었기 때문에 전쟁 수행에 중요한 석유가 매우 부족했다. 당시 독일은 루마니아의 유전에서 연간 150만 톤을 수입하는 등 크게 의존하고 있었으나 연합국의 전략폭격으로 정유 공장, 합성연료 공장, 연료 저장소 등이 파괴되자 크게 어려움을 겪어야 했다. 독일은 정복한 국가들의 석유 공급과 유전들을 장악했지만, 그것만으로는 충분하지 않았다. 심각한 연료 부족이 이어졌고 곧 독일은 훈련에 연료를 낭비할 수 없다는 이유로 공군 파일럿이나 탱크 기수 등의 훈련 빈도를 줄여나갔다. 소련과 미국은 독일의 석유 공급에 대해 명확한 정보를 가지고 있었지만, 나치가 연료 안보가 거의 마련되어 있지 않은 상태에서 전쟁을 일으킬 것이라고 믿지 않았기 때문에 사실 독일이 알려지지 않은 막대한 양의 유전을 가지고 있을 것이라고 추정했다. 독일은 석탄도 매우 부족했는데, 이번 경우에는 양적으로 부족한 것이 아니라 필요한 곳에서 신속하게 채굴하고 운반할 수 없다는 점이 문제였다. 전쟁으로 인해 철도가 파괴되고, 점령지의 탄광 노동자들은 전쟁 이전 수준에 비해서 생산성이 급격히 떨어졌기 때문이었다. 이는 독일의 전쟁 수행을 방해하고자 했던 광부들의 의도적인 행위이기도 했지만, 나치가 이들을 가혹하게 착취하고 식량을 수탈하면서 광부들이 빈곤과 어려움에 시달렸기 때문이기도 했다.
1942년 군수탄약성 장관 프리츠 토트가 사망한 이후, 히틀러는 알베르트 슈페어를 후임으로 임명했다. 역사학자들은 오랫동안 전쟁 부담이 커지면서 독일의 슈페어의 리더십 아래에서 완전한 전시 경제 체제로 전환했다고 주장했으나, 리처드 오버리는 이것이 "통계청의 한 독일 관리인 롤프 바겐퓌르의 기록에 근거하고 미국 전략 폭격 조사를 허술하게 함으로써 만들어진 신화"라며 비판하였다. 그는 실제로 군부와 나치가 독일 경제가 총력전에 주력해왔음을 주장하였는데, 독일인들에게는 제1차 세계 대전과 같은 패배감과 두려움이 있었기 때문이었다. 어찌되었건 전시 소비재 배급으로 개인의 저축 규모가 증가했고, 이 자금은 다시 정부에 대출되어 전시 지출을 지원했다. 1944년까지 제2차 세계 대전은 독일 국내총생산의 75%에 달하는 규모의 지출을 만들어냈는데, 이는 소비에트 연방이 60%, 영국이 55%였던 것과 비교하면 엄청난 규모의 지출이었다. 알베르트 슈페어는 계획과 통제를 중앙집중화하고 소비재 생산을 줄이며 강제 노동과 포로들을 이용하여 생산을 개선시켰다. 전시 경제는 결국 노역자 노동의 대규모 고용에 크게 의존했으며, 나치 독일은 유럽 20개국에서 1,200만 명을 데려와 노역자로 삼아 공장과 농장에서 일하게 했다. 이 1,200만 명 중 75%는 동유럽 출신이었다. 많은 노역자들이 공습 보호를 받지 못하고 연합군의 폭격에 희생자가 되었으며, 열악한 생활 조건으로 인해 질병, 부상, 사망이 잦았고 범죄 활동도 벌어졌다. 또한 전시 경제는 대규모 자원 지원에 의존했는데, 처음에는 유대인 시민들의 재산으로, 전쟁 후반에는 점령지의 자원을 약탈함으로써 충당했다.

### 강제 노동
전쟁 이전부터 나치 독일은 노예 노동을 유지하였다. 노숙자, 비백인, 동성애자, 범죄 혐의자 뿐만 아니라 정치적으로 반체제적인 인사, 공산주의자, 프리메이슨, 유대인 등의 사람들은 모두 나치의 노동 수용소에 수감되었다. 폴란드 침공 이후 수많은 전쟁 포로와 민간인들이 독일로 끌려가 노동력으로 사용되었다. 역사학자들은 대략 500만 명의 폴란드인(폴란드의 유대인 포함)이 나치 독일 치하에서 여러 어려움을 겪었다고 추정중이다.

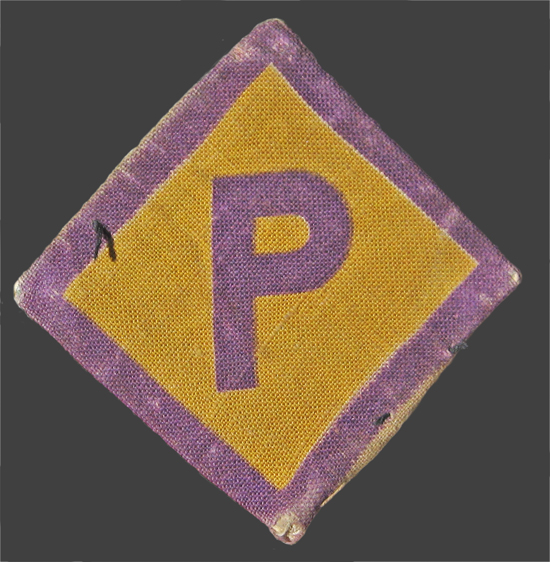
폴란드 강제 노동자에게 주어진 배지

독일이 점령한 폴란드의 넓은 지역에 위치해있던 약 457개의 노동 수용소들은 수감자들의 노동력을 착취했으며, 대개는 수감자들이 죽을때까지 일하도록 했다. 그로스-로젠 강제 수용소의 하위 수용소 수는 97개였고, 아우슈비츠와 모노비츠 강제 수용소(아우슈비츠 III)의 위성 수용소 수는 약 48개였다. 스투터프 강제 수용소에는 공식적으로 40개의 하위 소용소와 최대 105개의 위성 수용소가 운영 중이었고 일부 수용소들은 주요 지역에서 200km 떨어진 엘블롱크, 비드고슈치, 토룬까지 있었다.
한편 폴란드의 기업들은 대거 독일기업에 합병되어 강제로 전쟁수행을 도와야 했다. 일례로 독일국영철도(Deutsche Reichsbahn)는 당시 유럽에서 가장 큰 기관차 공장 중 하나였던 H. 세젤스키 포즈난을 흡수해 추정 자산가치로만 8,278,600,000즈워티가 넘는 새로운 인프라를 확보했으며, 흐샤누프의 파블로크나 소스노비에츠의 다른 기업들도 독일 명칭으로 개명당한 뒤에 V-1 비행폭탄 및 V-2 로켓의 부품을 만드는 임무를 맡은 페룸 AG(Ferrum AG)로 흡수합병되었다. 그리고 폴란드 기업들도 1940년부터는 노예 노동력을 통해서 독일제 엔진 BR44, BR50, BR86 등을 생산해야 했다.
이 기간 동안 급증한 친나치 스타트업 외에도 티센, 크루프, IG 파르벤, 보쉬, 블라우펑크트, 다임러-벤츠, 데마그, 헨셸, 융커스, 메서슈미트, 필립스, 지멘스, 발터, 폭스바겐 등 독일의 주요 기업들이 점령지에서 끌려온 수십만 명의 사람들을 노예 노동자로서 사용하였다. 여기에는 포드 공업(포드 모터 컴퍼니)와 오펠(제너럴 모터스의 자회사)와 같은 외국 기업들의 독일 자회사도 포함되었다. 1944년까지 노예 노동력은 독일 전체 노동력의 4분의 1을 차지했으며, 대부분의 독일 공장에서는 죄수들이나 강제 노동자들이 일하고 있었다. 농촌 지역에서는 이들이 부족한 노동력을 해결해주었다. 이 노동자들의 자녀들은 대부분이 안타깝게도 외국인 어린이를 위한 보육원에 끌려가 처분당했다.

### 군사 생산
1942년 이후 나치 정부가 패전에도 불구하고 군비를 급격하게 늘리자 독일 경제는 큰 부담을 떠안게 되었다. 민간 공장은 군수 공장으로 전환되어 국가의 행정 통제 아래 놓였다. 1943년 중반이 되자 독일은 알베르트 슈페어의 지휘 아래 완전한 전시 경제로 전환되었으며, 1944년 말까지 대부분의 독일 경제는 군수 산업에 전념하게 되었다. 한편 나치는 독일 경제를 오로지 전쟁에만 집중하게 하기 위해서 식당이나 기타 서비스들을 폐쇄하였다. 그 결과 연합군의 공격이 격화되고 영토와 공장이 황폐화되었음에도 탱크와 항공기와 같은 군수 물자가 2~3배 증가하는 등 군수 생산이 급격히 증가하였다. 그렇지만 탄약을 제외하고는 이러한 생산량 증가가 어떠한 부문에서도 연합군에 필적하지는 못했다. 일부 생산 설비들은 연합군의 폭격과 공격을 피해서 지하에 건설되기도 했다.
1944년 말부터 연합군의 전략 폭격으로 독일의 공장과 도시들이 급격하게 파괴되었으며, 1945년에 독일의 전시 경제는 완전히 붕괴되었다(0시). 이 시기에 식량은 급격하게 부족해졌고, 합성연료 생산량은 8달 만에 86%가, 폭약 생산량은 42%가 감소했으며 탱크의 손실율은 35%에 달했다. 연합군의 전략 폭격 때문에 수많은 인력들이 공장과 설비 수리에 매달려야 했다. 1944년 여름에 알베르트 슈페어는 최대 20만에서 30만 사이의 남성들이 유전을 재건하고 지하의 석유 생산설비를 건설하는 데 소모되었다고 기록하였다.

## 역사학
1980년대 후반, 역사학자 티모시 메이슨이 1939년의 경제 위기로 인해 소위 "전쟁으로의 도피"가 발생했다고 주장하면서 독일의 전쟁 이전 경제와 외교정책 결정 간의 관계에 대한 주요 논쟁들이 시작되었다. 그는 1930년대 후반에 과열된 독일 경제에서 노동자 계급이 나치의 독재에 반대했다고 주장하였다. 하지만 그는 독일이 경제 문제에 대한 해결법으로 폴란드를 침공한 것을 설명할 수 없으며, 전쟁 발발의 원인이 나치 상층부의 이념적 선택 및 인종 정책 때분이라고 주장한 다른 역사학자 리처드 오버리에게 비판받았다. 오버리는 메이슨의 문제점이 기록에 등장하지 않는 가정적인 정보로만 논문을 썼다고 하였다. 오버리는 4개년 계획의 문제로 인한 경제적 압박과 외국 산업, 원자재 및 주변 국가들의 비축량을 장악하려는 경제적인 동기 사이에 차이가 있다고 주장하였다. 한편 아담 투제는 1939년부터 서방의 군사적 성공에도 불구하고 독일 경제가 동방으로부터의 중요한 수입에 의존하게 되었다고 말했다. 그는 이것을 히틀러가 소련을 공격한 이유로 보았는데, 그의 말을 빌리자면 "(독일은) 영국이 현재의 미국과 관련하여 그들이 차지하고 있는 그런 겸손한 의존 속으로 빠져들어 자산을 담보로 잡고 비밀을 팔아넘길 의도가 없었으며, 그것은 단지 전쟁 수행을 계속하기 위한 것"이었다. 또한 그는 바르바로사 작전 이전까지 독일 경제는 소련의 석유, 곡물, 합금, 금속의 수출 없이는 돌아갈 수 없었다고 하였다.

## 같이 보기
- 거대 기업: 국가 사회주의의 구조와 실천
- 파시즘의 경제학
- 노동을 통한 박멸
- 제2차 세계 대전 중 나치 독일의 강제 노동
- 국제무역투자기구
- 1938년 직원 수에 따른 독일 기업 목록

### 설명주
1. ↑  사실 이는 나치당 집권 이전에 계획된 것이었으나, 나치 독일 시대에 와서야 실행될 수 있었다.[21]
2. ↑  샤흐트는 당시 금본위제 폐지를 활용하여 적자 지출을 늘린 몇 안되는 재무장관 가운데 한 명이었다.[19]

### 인용주
1. ↑  Adam Tooze, The Wages of Destruction: The Making and Breaking of the Nazi Economy (2008)
2. ↑  Bry, Gerhard (1960). 《Wages in Germany 1871–1945》. New Jersey: Princeton University Press. 331, 362쪽. ISBN 0-87014-067-1.
3. ↑  Bry, Gerhard (1960). 《Wages in Germany 1871–1945》. New Jersey: Princeton University Press. 235–236쪽. ISBN 0-87014-067-1.
4. 1 2 3  Evans, Richard J. "Business, Politics, and War." The Third Reich in Power. New York: Penguin, 2006. 392. Print
5. ↑  Tooze 2006, 101–114쪽.
6. ↑  William L. Shirer, The Rise and Fall of the Third Reich: A History of Nazi Germany, New York, Simon & Schuster, 1960, pp. 231–232
7. 1 2 3  Tooze 2006, 55쪽.
8. 1 2  Tooze 2006, 66쪽.
9. 1 2  Evans, Richard J., The Third Reich at War (New York: Penguin, 2008), p. 333.
10. 1 2  Evans 2005, 345쪽.
11. ↑  Tooze 2006, 410–420쪽.
12. ↑  Gross, Stephen G. (2018),  Baranowski, Shelley; Nolzen, Armin; Szejnmann, Claus-Christian W., 편집., “The Nazi Economy”, 《A Companion to Nazi Germany》 (영어) 1판 (Wiley), 263–279쪽, doi:10.1002/9781118936894.ch16, ISBN 978-1-118-93688-7, 2023년 1월 6일에 확인함
13. ↑  Berend, Ivan T. (2016). 《An Economic History of Twentieth-Century Europe: Economic Regimes from Laissez-Faire to Globalization》 (영어). Cambridge University Press. 91쪽. ISBN 978-1-107-13642-7.
14. ↑  Overy, Richard (2012). 《Why The Allies Won》. London: Random House. 252쪽. ISBN 978-1-84595-065-1.
15. 1 2  Dr Waldemar Grabowski, IPN Centrala (2009년 8월 31일). “Straty ludności cywilnej” [Polish civilian losses]. 《Straty ludzkie poniesione przez Polskę w latach 1939–1945》. Bibula – pismo niezalezne. 2016년 2월 9일에 확인함. Według ustaleń Czesława Łuczaka, do wszelkiego rodzaju obozów odosobnienia deportowano ponad 5 mln obywateli polskich (łącznie z Żydami i Cyganami). Z liczby tej zginęło ponad 3 miliony. Translation: According to postwar research by Czesław Łuczak over 5 million Polish nationals (including Polish Jews and Roma) were deported to German camps, of whom over 3 million prisoners perished.
16. 1 2  Marc Buggeln (2014). 《Slave Labor in Nazi Concentration Camps》. Index of Companies. OUP Oxford. 335쪽. ISBN 978-0191017643 – Google Books, preview 경유.
17. 1 2  Michael Thad Allen, The Business of Genocide, The University of North Carolina Press, 2002. p. 1
18. ↑  Statistisches Bundesamt publication Pdf-file of German publication
19. 1 2 3 4 5 6 7  DeLong 1997.
20. ↑  Tooze 2006, 49쪽.
21. ↑  Tooze, "The Wages of Destruction," 2007. Print.
22. ↑  W. Dick; A. Lichtenberg (4 August 2012). "The myth of Hitler's role in building the German autobahn". Deutsche Welle. Retrieved 4 August 2012.
23. ↑  Overy, R.J. (1996). 《The Nazi economic recovery 1932–1938》 2.판. Cambridge [u.a.]: Cambridge Univ. Press. 42쪽. ISBN 0521557674.
24. ↑  William L. Shirer, The Rise and Fall of the Third Reich: A History of Nazi Germany, New York: Simon & Schuster, 2011, p. 260
25. ↑  “독일 3편ㅡ제2차 세계대전 그리고 메포 어음”. 2020년 3월 23일. 2025년 1월 23일에 확인함.
26. ↑  Martin Kitchen, A History of Modern Germany 1800–2000, Maden, MA, Blackwell Publishing, 2006, p. 284
27. ↑  Lee, Stephen (1996). 《Weimar and Nazi Germany》. Oxford: Heinemann. 85쪽. ISBN 043530920X.
28. ↑  Aly, Götz (2007). 《Hitler's Beneficiaries: Plunder, Racial War, and the Nazi Welfare State》. Metropolitan Books. 62, 71쪽. ISBN 978-0-8050-7926-5.
29. 1 2  Tooze 2006, 38쪽.
30. ↑  Tooze 2006, 53쪽.
31. 1 2  Tooze 2006, 54쪽.
32. 1 2  Tooze 2006, 56쪽.
33. ↑  Tooze 2006, 57쪽.
34. ↑  Tooze 2006, 58–59쪽.
35. ↑  Tooze 2006, 59쪽.
36. ↑  VarldensHistoria.se: "Frihet, jämlikhet och NAZISM" (PDF).
37. ↑  H.P. Willmott World War II, p. 18.
38. ↑  Götz Aly, Hitler’s Beneficiaries: Plunder, Racial War, and the Nazi Welfare State, New York, Metropolitan Books, 2007, p. 39
39. ↑  Frieden, Jeffry A. (2020년 7월 21일). 《Global Capitalism》. W. W. Norton. 203쪽. ISBN 9781324004202.
40. 1 2 3  Toninelli, Pier Angelo (2000). 《The Rise and Fall of State-Owned Enterprise in the Western World》. Italy: Cambridge University Press. 115쪽. ISBN 9780511896798.
41. ↑  Tooze 2006, 131쪽.
42. ↑  Tooze 2006, 106, 117–118쪽.
43. ↑  Braun 1990, 83쪽.
44. ↑  Braun 1990, 84쪽.
45. ↑  Braun 1990, 83–84쪽.
46. ↑  Evans 2005, 364쪽.
47. ↑  Germà Bel (2004년 11월 13일). “Against the mainstream: Nazi privatization in Germany” (PDF). 《University of Barcelona》. IREA. 2018년 8월 10일에 확인함.
48. ↑  Bel, Germà (April 2006). “Against the mainstream: Nazi privatization in 1930s Germany” (PDF). 《Economic History Review》 (University of Barcelona) 63 (1): 34–55. doi:10.1111/j.1468-0289.2009.00473.x. hdl:2445/11716. S2CID 154486694. SSRN 895247. 2020년 9월 20일에 확인함.
49. 1 2 3  Christoph Buchheim and Jonas Scherner (June 2006). “The Role of Private Property in the Nazi Economy: The Case of Industry” (PDF). 《The Journal of Economic History》. Cambridge University Press. 406쪽. 2018년 8월 10일에 확인함.
50. ↑  Bel, Germa (2010). “Against the Mainstream: Nazi Privatization in 1930s Germany.”. 《The Economic History Review》 (Economic History Society, Wiley, 2010) 63 (1): 35. doi:10.1111/j.1468-0289.2009.00473.x. hdl:2445/11716. JSTOR 27771569. S2CID 154486694. It must be pointed out that, whereas modern privatization has been parallel to liberalization policies, in Nazi Germany privatization was applied within a framework of increasing state control over the whole economy through regulation and political interference.
51. ↑  C. E. Noyes (1940). 《Economic Controls in Nazi Germany》. CQ Researcher Online. CQ Press. 325–342쪽. doi:10.4135/cqresrre1940110100.
52. ↑  Philip C. Newman (1936). “German Cartel Regulation Under the Decree of 1923”. 《The Quarterly Journal of Economics》 50 (4): 680–693. doi:10.2307/1891098. JSTOR 1891098.
53. ↑  Germà Bel (2004년 11월 13일). “Against the mainstream: Nazi privatization in 1930s Germany” (PDF). 《University of Barcelona》. IREA. 7쪽. 2018년 8월 10일에 확인함.
54. ↑  Germà Bel (2004년 11월 13일). “Against the mainstream: Nazi privatization in 1930s Germany” (PDF). 《University of Barcelona》. IREA. 7쪽. 2018년 8월 10일에 확인함.
55. ↑  Germà Bel (2004년 11월 13일). “Against the mainstream: Nazi privatization in 1930s Germany” (PDF). 《University of Barcelona》. IREA. 7쪽. 2018년 8월 10일에 확인함.
56. ↑  Germà Bel (2004년 11월 13일). “Against the mainstream: Nazi privatization in 1930s Germany” (PDF). 《University of Barcelona》. IREA. 2쪽. 2014년 3월 30일에 확인함.
57. ↑  Germà Bel (2004년 11월 13일). “Against the mainstream: Nazi privatization in 1930s Germany” (PDF). 《University of Barcelona》. IREA. 18쪽. 2014년 3월 30일에 확인함.
58. ↑  Hans-Joachim Braun, "The German Economy in the Twentieth Century", Routledge, 1990, p. 78
59. ↑  Germà Bel (2004년 11월 13일). “Against the mainstream: Nazi privatization in 1930s Germany” (PDF). 《University of Barcelona》. IREA. 22쪽. 2014년 3월 30일에 확인함.
60. ↑  Germà Bel (2004년 11월 13일). “Against the mainstream: Nazi privatization in 1930s Germany” (PDF). 《University of Barcelona》. IREA. 11쪽. 2014년 3월 30일에 확인함.
61. 1 2  Christoph Buchheim and Jonas Scherner (June 2006). “The Role of Private Property in the Nazi Economy: The Case of Industry” (PDF). 《The Journal of Economic History》. Cambridge University Press. 408쪽. 2018년 8월 10일에 확인함.
62. ↑  Christoph Buchheim and Jonas Scherner (June 2006). “The Role of Private Property in the Nazi Economy: The Case of Industry” (PDF). 《The Journal of Economic History》. Cambridge University Press. 409쪽. 2018년 8월 10일에 확인함.
63. ↑  Tooze 2006, 99쪽.
64. ↑  Tooze 2006, 100쪽.
65. 1 2  Wiesen, Jonathan. “German Industry and the Third Reich.” Anti-Defamation League, 1 Jan. 2000, www.adl.org/news/op-ed/german-businesses-and-nazis.
66. ↑  English, Simon (2003-11-03). "Ford 'used slave labour' in Nazi German plants". The Daily Telegraph. ISSN 0307-1235. Archived from the original on 2018-03-20. Retrieved 2018-03-20.
67. ↑  Tooze 2006, 101쪽.
68. ↑  Tooze 2006, 102쪽.
69. ↑  Tooze 2006, 114쪽.
70. ↑  Mattogno, Carlo. Journal of Historical Review. Journal of Historical Review, 1990.
71. ↑  Stallbaumer, L. M. "Frederick Flick's Opportunism and Expediency". Dimensions: A Journal of Holocaust Studies. Anti-Defamation League. 13 (2).
72. 1 2  William L. Shirer, The Rise and Fall of the Third Reich: A History of Nazi Germany, New York: Simon & Schuster, 1960, p. 262
73. 1 2  Caroline Fohlin, Finance Capitalism and Germany's Rise to Industrial Power, Cambridge University Press, 2007, p. 302
74. ↑  Caroline Fohlin, Finance Capitalism and Germany's Rise to Industrial Power, Cambridge University Press, 2007, p. 302–303
75. ↑  Christoph Buchheim and Jonas Scherner (June 2006). “The Role of Private Property in the Nazi Economy: The Case of Industry” (PDF). 《The Journal of Economic History》. Cambridge University Press. 401쪽. 2018년 8월 10일에 확인함.
76. ↑  Christoph Buchheim and Jonas Scherner (June 2006). “The Role of Private Property in the Nazi Economy: The Case of Industry” (PDF). 《The Journal of Economic History》. Cambridge University Press. 401–402쪽. 2018년 8월 10일에 확인함.
77. ↑  Christoph Buchheim and Jonas Scherner (June 2006). “The Role of Private Property in the Nazi Economy: The Case of Industry” (PDF). 《The Journal of Economic History》. Cambridge University Press. 403쪽. 2018년 8월 10일에 확인함.
78. ↑  Christoph Buchheim and Jonas Scherner (June 2006). “The Role of Private Property in the Nazi Economy: The Case of Industry” (PDF). 《The Journal of Economic History》. Cambridge University Press. 399쪽. 2018년 8월 10일에 확인함.
79. ↑  Peter Hayes (2008년 10월 16일). “Corporate Freedom of Action in Nazi Germany” (PDF). 《Lecture at the German Historical Institute, Washington》. 32쪽. 2021년 1월 11일에 원본 문서 (PDF)에서 보존된 문서. 2020년 11월 29일에 확인함.
80. ↑  Peter Hayes (2008년 10월 16일). “Corporate Freedom of Action in Nazi Germany” (PDF). 《Lecture at the German Historical Institute, Washington》. 36쪽. 2021년 1월 11일에 원본 문서 (PDF)에서 보존된 문서. 2020년 11월 29일에 확인함.
81. ↑  Peter Hayes (2008년 10월 16일). “Corporate Freedom of Action in Nazi Germany” (PDF). 《Lecture at the German Historical Institute, Washington》. 31쪽. 2021년 1월 11일에 원본 문서 (PDF)에서 보존된 문서. 2020년 11월 29일에 확인함.
82. ↑  Peter Hayes (2008년 10월 16일). “Corporate Freedom of Action in Nazi Germany” (PDF). 《Lecture at the German Historical Institute, Washington》. 41쪽. 2021년 1월 11일에 원본 문서 (PDF)에서 보존된 문서. 2020년 11월 29일에 확인함.
83. ↑  Evans 2005, 483–484쪽.
84. ↑  Evans 2005, 484쪽.
85. ↑  Evans 2005, 484–485쪽.
86. ↑  Evans 2005, 486–487쪽.
87. ↑  Evans 2005, 489쪽.
88. ↑  Nazi Persecution of the Disabled: Murder of the “Unfit”, United States Holocaust Memorial Museum
89. ↑  Richard Grunberger, The 12-Year Reich, p. 46, ISBN 003-076435-1
90. ↑  Richard Grunberger, The 12-Year Reich, p. 79, ISBN 003-076435-1
91. ↑  Edmund Clingan, Introduction to Modern Western Civilization, Bloomington: IN, iUnivere, 2011, p. 207
92. ↑  Richard Bessel, Nazism and the War, New York: Modern Library, 2006, p. 67
93. 1 2  William L. Shirer, The Rise and Fall of the Third Reich: A History of Nazi Germany, New York: Simon & Schuster, 2011, p. 263
94. ↑  Michael T. Florinsky, Fascism and National Socialism: A Study of the Economic and Social Policies of the Totalitarian State (1936) pp. 102–105. online
95. ↑  Yeadon, Glen, and John Hawkins. The Nazi Hydra in America: Suppressed History of a Century. Progressive Press, 2008.
96. ↑  Braun 1990, 86쪽.
97. ↑  Braun 1990, 101쪽.
98. ↑  Braun 1990, 102쪽.
99. ↑  Golson, Eric. “The Economics of Neutrality” (PDF).
100. ↑  Schweitzer 1964, 265쪽.
101. ↑  Braun 1990, 85쪽.
102. ↑  Tooze 2006, 217쪽.
103. ↑  Carr 1972, 49–52쪽.
104. ↑  R. J. Overy, "Misjudging Hitler" pp. 93–115 from The Origins of the Second World War Reconsidered edited by Gordon Martel, Routledge: London, 1999 pp. 98–99.
105. ↑  Kershaw, Ian Hitler Nemesis W.W. Norton: New York, New York, United States of America, 2000 p. 21.
106. ↑  Tooze 2006, 61–62쪽.
107. ↑  Evans 2005, 357–360쪽.
108. ↑  R. J. Overy, "Misjudging Hitler" pp. 93–115 from The Origins of the Second World War Reconsidered edited by Gordon Martel Routledge: London, United Kingdom, 1999 p. 98.
109. ↑  Carr 1972, 56–57쪽.
110. ↑  Dawidowicz 1976, 32쪽.
111. ↑  Messerschmidt, Manfred "Foreign Policy and Preparation for War" from Germany and the Second World War Oxford: Oxford University Press, 1990 pp. 623–624
112. ↑  R. J. Overy, "Misjudging Hitler" from The Origins of the Second World War Reconsidered edited by Gordon Martel Routledge: London, United Kingdom, 1999 p. 103
113. 1 2  Tooze 2006, 220쪽.
114. 1 2  Evans 2005, 357쪽.
115. ↑  Niall Ferguson, Civilization: The Six Killer Apps of Western Power (London: Penguin), pp. 232f.
116. ↑  Evans 2005, 359–360쪽.
117. 1 2  Evans 2005, 360쪽.
118. ↑  Tooze 2006, 294쪽.
119. ↑  Evans 2005, 141–142쪽.
120. ↑  McNab 2009, 59쪽.
121. ↑  Overy 1994, 98쪽.
122. 1 2  Toninelli, Pier Angelo (2000). 《The Rise and Fall of State-Owned Enterprise in the Western World》. Italy: Cambridge University Press. 116쪽. ISBN 9780511896798.
123. 1 2  Overy 1994, 150쪽.
124. ↑  Evans, Richard J. "Business, Politics, and War." The Third Reich in Power. New York: Penguin, 2006. 365. Print
125. ↑  Overy 1994, 151–152쪽.
126. ↑  Overy 1994, 16, 155쪽.
127. ↑  Overy 1994, 158–159쪽.
128. ↑  Overy 1994, 167–168쪽.
129. 1 2  Tooze 2006, 422쪽.
130. ↑  Braun 1990, 114쪽.
131. ↑  Hall, Allan (2010년 11월 9일). “Confiscated Jewish wealth 'helped fund the German war effort'” – www.telegraph.co.uk 경유.
132. ↑  Braun 1990, 121쪽.
133. ↑  Gójski, Andrzej (August 2004). “Etapy i cele niemieckiej polityki bankowej w GG. Plany niemieckie wobec Generalnego Gubernatorstwa w latach 1939–1945” (PDF) (폴란드어). Bank i Kredyt. 2009년 3월 5일에 원본 문서 (PDF)에서 보존된 문서.
134. ↑  Tooze 2006, 418–419쪽.
135. ↑  Tooze 2006, 419쪽.
136. 1 2  Tooze 2006, 411쪽.
137. 1 2  Tooze 2006, 412쪽.
138. ↑  Tooze 2006, 413–415쪽.
139. ↑  Speer 1971, 263–264쪽.
140. ↑  for a critical assessment of Speer's performance see, however, Tooze 2006, 552ff.
141. ↑  
Overy, Richard (1994) War and Economy in the Third Reich. Oxford: Clarendon Press. pp. 28–30ff. ISBN 978-0198202905
142. ↑  Tooze 2006, 354–356쪽.
143. ↑  Evans 2008, 333쪽.
144. ↑  Speer 1971, 337쪽.
145. ↑  Fest 1999, 142–144, 146–150쪽.
146. ↑  Beyer & Schneider.
147. ↑  Panayi 2005, 490, 495쪽.
148. ↑  Hamblet 2008, 267–268쪽.
149. 1 2  “Filie obozu Gross-Rosen” [Subcamps of Gross-Rosen, interactive]. Gross-Rosen Museum (Muzeum Gross Rosen w Rogoźnicy). 2015년 5월 15일에 확인함.
150. ↑  List of Subcamps of KL Auschwitz (Podobozy KL Auschwitz). 보관됨 2011-10-12 - 웨이백 머신 The Auschwitz-Birkenau State Museum in Oświęcim, Poland (Państwowe Muzeum Auschwitz-Birkenau w Oświęcimiu), 1999–2010 (폴란드어)
151. ↑  Compiled by S.D. Stein (2000). “Background and Introduction: German Crimes in Poland, Central Commission for Investigation of German Crimes in Poland. Volume I, Warsaw 1946”. 《Howard Fertig, New York, 1982》. 2012년 8월 28일에 원본 문서에서 보존된 문서.
152. ↑  Compiled by S.D. Stein (2000). “Summary Details of Main Concentration, Slave Labour and Extermination Camps.”. 《Howard Fertig, New York, 1982》. 2012년 4월 6일에 원본 문서에서 보존된 문서.
153. ↑  “Forgotten Camps: Stutthof”. JewishGen. 2015년 5월 15일에 확인함.
154. ↑  〈Introduction〉. 《Stutthof (Sztutowo): Full Listing of Camps, Poland》. 《Jewish Virtual Library》. 2015년 5월 15일에 확인함. Source: "Atlas of the Holocaust" by Martin Gilbert (1982).
155. ↑  Ireneusz Bujniewicz (2009). “Możliwości finansowe PKP w przebudowie i rozbudowie kolejnictwa” (PDF). 《Kolejnictwo w przygotowaniach obronnych Polski w latach 1935–1939》. Wydawnictwo Tetragon Publishing. 22쪽. 2014년 2월 22일에 원본 문서 (PDF file, direct download 363 KB)에서 보존된 문서. 2014년 2월 8일에 확인함.
156. ↑  Holocaust Encyclopedia (2014년 6월 20일). “Stutthof”. United States Holocaust Memorial Museum. 2015년 5월 17일에 확인함.
157. ↑  Kubara, Michał; Mamcarczyk, Beata; Paździora, Marcin; Schab, Sandra (2012). 〈Sosnowiec〉. 《Katalog Zabytków Techniki Przemysłowej Zagłębia Dąbrowskiego》 (PDF). Zagłębiowska Oficyna Wydawnicza Publishing. 84–85쪽. ISBN 978-83-928381-1-1. 2013년 12월 6일에 원본 문서 (PDF)에서 보존된 문서.
158. ↑  Teresa Masłowska (2007년 9월 2일). “Wojenne Drogi Polskich Kolejarzy” (PDF file, direct download 644 KB). 《Czy wiesz, że.》. Kurier PKP No 35 / 2007. 13쪽. 2014년 2월 8일에 확인함.[깨진 링크]
159. ↑  Sohn-Rethel, Alfred (1978). 《Economy and Class Structure of German Fascism》. CSE Books. 52–63쪽. ISBN 0-906336-01-5.
160. ↑  Anna Elisabeth Rosmus (2004). 〈Mass Murder of the "Offspring of Alien Descent"〉. 《Wintergreen: Suppressed Murders》 (hardcover) (영어). 번역 von Tannenberg, Imogen. University of South Carolina Press. 1–34쪽. ISBN 1-57003-509-1.
161. ↑  Projekt "Krieg Gegen Kinder" (2004). “War Against Children”. 《Database with information on over 400 confinement institutions in Nazi Germany for the children of Zwangsarbeiters》 (독일어). 2008년 9월 13일에 원본 문서에서 보존된 문서  – Internet Archive 경유.
162. ↑  Webster and Frankland,The Strategic Air Offensive against Germany 1939–1945, Volume IV p. 516
163. ↑  R. J. Overy, in Modern History Review April 1999, The Bombing of Germany – A Reappraisal p. 30
164. ↑  Perry, Matt "Mason, Timothy" pp. 780–781 from The Encyclopedia of Historians and Historical Writing edited by Kelly Boyd, Volume 2, London: Fitzroy Dearborn Publishing, 1999 p. 780
165. ↑  Mason, Tim & Overy, R.J. "Debate: Germany, `domestic crisis’ and the war in 1939" from The Origins of The Second World War edited by Patrick Finney, Edward Arnold: London, United Kingdom, 1997, p. 102.
166. ↑  R. J. Overy, "Germany, ‘Domestic Crisis’ and War in 1939" from The Third Reich edited by Christian Leitz Blackwell: Oxford, 1999 pp. 117–118.
167. ↑  Tooze 2006, 420쪽.
168. ↑  Ericson, Edward E. (1999), Feeding the German Eagle: Soviet Economic Aid to Nazi Germany, 1933–1941, Greenwood Publishing Group, ISBN 0-275-96337-3, pp. 202–205
169. ↑  Tooze 2006, 423쪽.

## 참고 문헌
- Braun, Hans-Joachim (1990). 《The German Economy in the Twentieth Century》. Routledge. ISBN 9780415021012.
- Carr, William (1972). 《Arms, Autarky and Aggression》. London: Edward Arnold.
- Dawidowicz, Lucy (1976). 《A Holocaust Reader》. New York: Behrman House. ISBN 978-0-87441-219-2.
- DeLong, J. Bradford (February 1997). “Slouching Towards Utopia?: The Economic History of the Twentieth Century. XV. Nazis and Soviets”. 《econ161.berkeley.edu》. University of California at Berkeley. 2008년 5월 11일에 원본 문서에서 보존된 문서. 2013년 4월 21일에 확인함.
- Evans, Richard J. (2005). 《The Third Reich in Power》. New York: Penguin. ISBN 978-0-14-303790-3.
- Overy, Richard J. (1994). 《War and Economy in the Third Reich》. New York: Oxford University Press. ISBN 978-0-198-20599-9.
- Schweitzer, Arthur (1964). 《Big Business in the Third Reich》. Bloomington: Indiana University Press.
- Tooze, Adam (2006). 《The Wages of Destruction: The Making and the Breaking of the Nazi Economy》. New York: Viking. ISBN 978-0-670-03826-8.
- Turner, Henry A. (1985). 《German Big Business and the Rise of Hitler》. Oxford University Press.
- Abt, Parker (2017). “The Nazi Fiscal Cliff: Unsustainable Financial Practices before World War II”. 《The Gettysburg Historical Journal》 16. - Abstract
- Dean, Martin: Robbing the Jews: The Confiscation of Jewish Property in the Holocaust, 1935–1945, Cambridge University Press, 2008.
- Kaillis, Aristotle: Fascist Ideology, Routledge London, 2000.
- Lewkowicz, Nicolas (2010). The German Question and the International Order, 1943-1948, Palgrave Macmillan, Basingstoke and New York.
- Mason, Timothy and Overy, Richard "Debate: Germany, 'Domestic Crisis' and War in 1939" pp. 200–240 from Past and Present, Number 122, February 1989; reprinted as "Debate: Germany, 'Domestic Crisis' and the War in 1939" from The Origins of The Second World War edited by Patrick Finney, Edward Arnold: London, United Kingdom, 1997, ISBN 0-340-67640-X.